# Tongren, Huangnan
Tongren, också känt som Rebkong på tibetanska, är ett härad i den autonoma prefekturen Huangnan i Qinghai-provinsen i västra Kina. 